# Baeus
Baeus är ett släkte av steklar som beskrevs av Alexander Henry Haliday 1833. Enligt Catalogue of Life ingår Baeus i familjen Scelionidae, men enligt Dyntaxa är tillhörigheten istället familjen gallmyggesteklar.

## Dottertaxa tillBaeus, i alfabetisk ordning[1][2]
- Baeus americanus
- Baeus anelosimus
- Baeus arachnevora
- Baeus archaearaneus
- Baeus arthuri
- Baeus auraticeps
- Baeus castaneus
- Baeus curvatus
- Baeus cyclosae
- Baeus dux
- Baeus glenysae
- Baeus hallarakeri
- Baeus iqbali
- Baeus jabaquara
- Baeus japonicus
- Baeus jenningsi
- Baeus kuscheli
- Baeus latrodecti
- Baeus leai
- Baeus machadoi
- Baeus maryae
- Baeus matthewi
- Baeus metazygiae
- Baeus minutus
- Baeus mirandus
- Baeus moorei
- Baeus murphyi
- Baeus mymyae
- Baeus niger
- Baeus nigrum
- Baeus ocellatus
- Baeus persordidus
- Baeus piceus
- Baeus platensis
- Baeus prolatusspissus
- Baeus rotundiventris
- Baeus rufus
- Baeus saliens
- Baeus scrobiculus
- Baeus seminulum
- Baeus senus
- Baeus spirolimbus
- Baeus tropaeumusbrevis
- Baeus tropaeumusdensus
- Baeus ventricosus
- Baeus vulcanus
- Baeus zabriskiei